# Underton (färg)

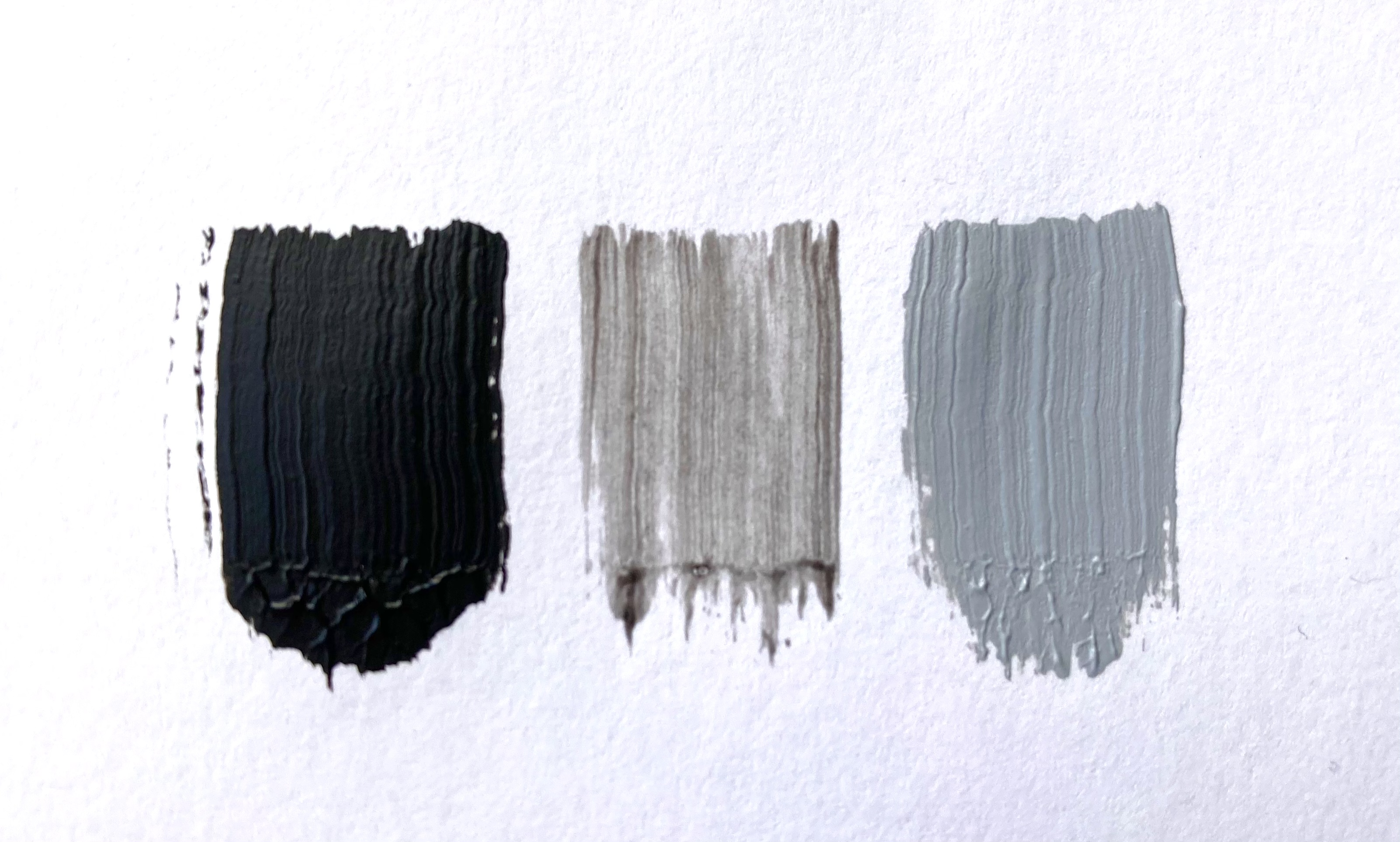
Akrylfärg med bensvart i masston (t.v.), underton (i mitten, ett tunt lager färg blandad med laseringsmedium) och i blandning med titanvitt (t.h.).

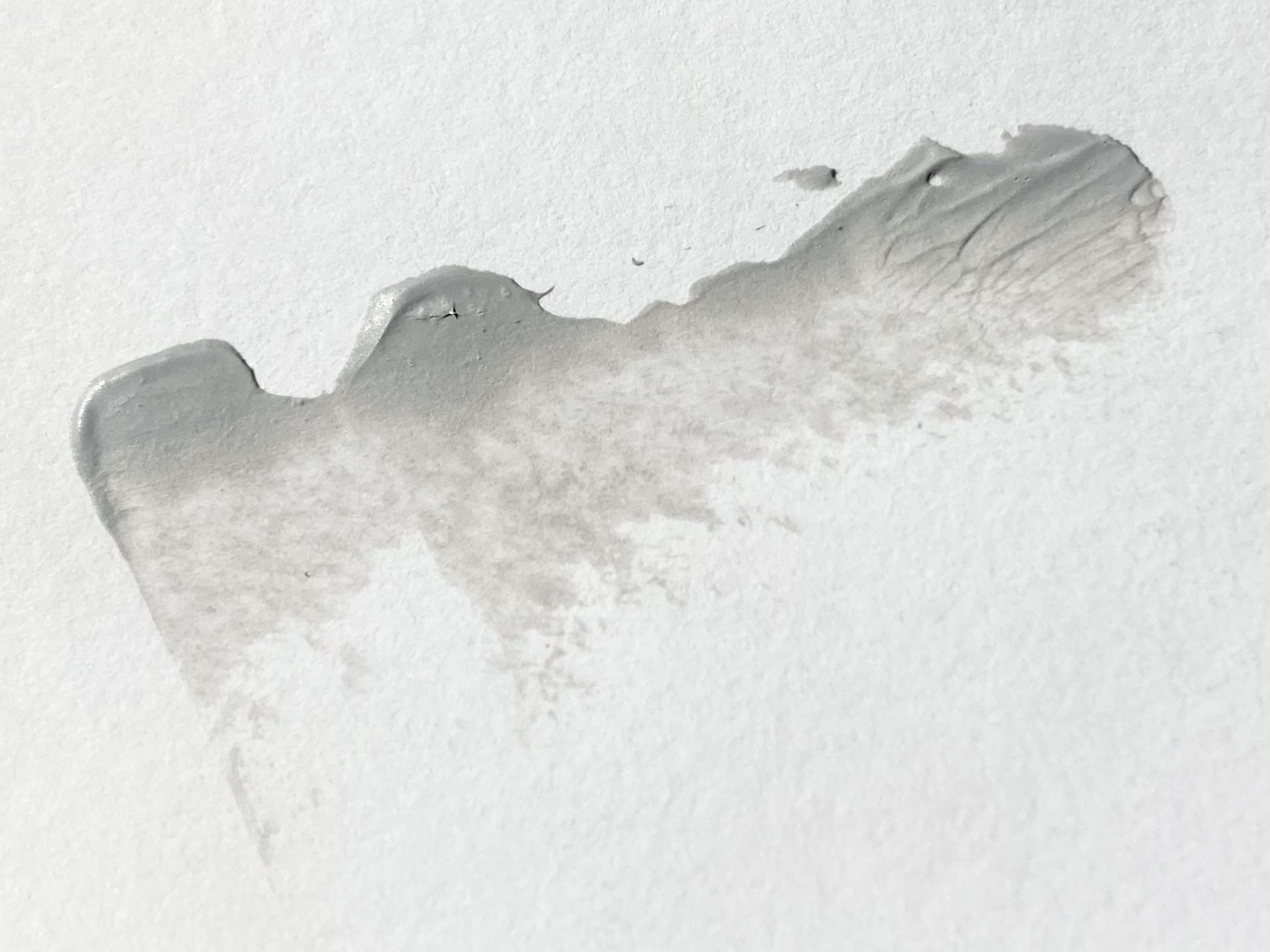
En grå akrylfärgsblandning av zinkvitt och en varm bensvart. Masston och underton skiljer sig åt. De exakta färgerna kan se olika ut på olika skärmar, men i det avbildade färgprovet har masstonens grå färg en svalt grönblå dragning, medan undertonen drar mer åt rött eller brunt.

Undertonen hos en målarfärg eller liknande är, strikt definierat, färgen som ges av dess pigment när den strukits ut i så tunt skikt att ljus reflekteras även från underlaget. Motsatsen är masston, som anger färgen hos målarfärgen i ett tjockt, ogenomträngligt skikt och som den till exempel ses i burken eller direkt ur tuben.
Det förekommer dock flera alternativa användningar av begreppet, och för att tolka information om en målarfärg rätt, måste man veta i vilken betydelse begreppet används.

## Underton som motsats till masston
Hos en tjockt pålagd färg som sprids ut gradvis, dominerar först masstonen, och efter hand som färgskiktet tunnas ut och mer ljus reflekteras från underlaget, blir undertonen alltmer uttalad.
När man väljer en målarfärg bör man, utöver masstonen, även studera dess underton, hur den ter sig uttunnad på ett vitt underlag. Det gör det ofta enklare att se om en målarfärgs kulör drar åt ett visst håll, till exempel om en mörkt blå färg drar mer åt grönt eller rött, men det kan också hända att undertonen skiljer sig markant från masstonen. Det ses främst med transparenta pigment, där det reflekterade ljuset även passerar igenom pigmentpartiklarna. Andra målarfärger, oftare med opaka pigment, uppvisar däremot inte någon märkbart avvikande underton.
Pigment som i sig är opaka kan i riktigt små partikelstorlekar ändå ge transparenta målarfärger, som då också uppvisar större skillnad mellan masston och underton än de med lite större pigmentpartiklar.

## Andra betydelser av begreppet underton

### Vid färgblandning med vitt
Ibland inkluderas i begreppet underton den färg en målarfärg får vid inblandning av vitt. Man bör då tänka på att även inblandning av en i sig neutralt vit färg kan ge en kulör som skiljer sig markant från målarfärgens kulör i ett uttunnat, transparent skikt på vit bakgrund. Det beror framför allt på partikelstorleken hos det vita pigmentet. Till exempel kan en svart färg som uttunnad över en vit bakgrund ger en varmt brunaktig grå, ändå ge en kallt blåaktig grå i blandning med vitt.
På liknande vis används underton för beskrivning av hur ett specifikt vitt pigment, såsom en viss titanvitt från en producent, påverkar kulören i en färgblandning, åt gult eller blått håll.

### För fina nyanser i kulör
Underton kan i allmänt språkbruk även användas som ett bildligt begrepp för något som endast antyds. Sådan mer ospecifik användning av begreppet förekommer även i färgsammanhang, och ibland används "underton" för att helt enkelt beskriva åt vilket håll en färg drar, till exempel om en viss blå färg drar mer åt grönt eller rött, eller om en röd färg är varm eller kall. Då kan det fortfarande handla om en målarfärgs nyans i masston, och ger ingen information om hur färgen eventuellt ändrar ton vid utstrykning.